# Choroba lokomocyjna
Choroba lokomocyjna (kinetoza, choroba ruchu) (łac. kinetosis) – schorzenie wywołane podczas poruszania się dowolnymi środkami transportu. Przyczyną jest brak zgodności bodźców, sygnałów wzrokowych i błędnika, odbieranych przez mózg. Podczas jazdy wzrok nie odbiera zmiany otoczenia, jednak błędnik, jako narząd równowagi, odnotowuje zmiany położenia ciała, dlatego mózg odbiera sprzeczne sygnały. Reaguje jednak na inne siły powstające podczas jazdy (hamowanie, przyspieszanie, kiwanie), co w efekcie skutkuje brakiem zgodności tych bodźców z określoną sytuacją.  Podczas płynięcia statkiem objawy najczęściej występują pod pokładem, kiedy wzrok nie odbiera bodźców, które mózg interpretowałby jako kołysanie (np. nieruchome wnętrze kajuty) przy jednoczesnych długotrwałych bodźcach z błędnika wykrywającego zmienne przeciążenia wywołane kołysaniem – tu również występuje niezgodność bodźców dostarczanych przez zmysł wzroku i równowagi powodujące tę chorobę.
Sprzeczność sygnałów autonomiczny system nerwowy interpretuje jako objawy zatrucia, stąd wywołuje wymioty, by oczyścić organizm z domniemanej toksyny. Choroba zwykle ustępuje wkrótce po zakończeniu podróży i nie daje powikłań, jednak w ciężkich przypadkach może dojść do wycieńczenia.

## Odmiany choroby lokomocyjnej
- Choroba morska – zespół objawów będących następstwem podrażnienia nadmiernie wrażliwego narządu równowagi, wywołanych kołysaniem statku.
- Choroba powietrzna

## Objawy
Objawy początkowe to:
- brak apetytu,
- uczucie niewygody,
- złe samopoczucie,
- zmęczenie,

zaś późniejsze to: 
- zawroty i bóle głowy,
- nudności,
- suchość w ustach lub ślinotok,
- nadmierne poty,
- wymioty.

Osoby mające dolegliwości związane z chorobą lokomocyjną powinny:
- siadać przodem do kierunku jazdy;
- w autobusie i pociągu wybierać miejsce jak najdalej od osi kół (najlepiej środkowa część autobusu);
- w czasie lotu samolotem usiąść w fotelu zlokalizowanym nad skrzydłem, najlepiej od strony okna;
- przed wyjazdem zjeść tylko lekki posiłek;
- przed wyjazdem nie pić napojów gazowanych;
- w czasie jazdy patrzeć na horyzont – stabilny punkt w krajobrazie, ponieważ obserwacja mijanych drzew czy słupów przydrożnych wzmaga dolegliwości chorobowe;
- jeśli to możliwe, wybrać pozycję półleżącą (opuścić nieco oparcie fotela), ze stabilnym podparciem głowy;
- często wietrzyć pojazd, a także robić krótkie odpoczynki na świeżym powietrzu;
- wypocząć i wyspać się przed podróżą;
- gdy wystąpią mdłości, zamknąć oczy i głęboko oddychać, odsunąć szybę i zaczerpnąć świeżego powietrza;
- zaopatrzyć się w torebki foliowe – na wypadek nagłego wystąpienia wymiotów.

## Zapobieganie
- Dimenhydrynat (Aviomarin) – dostępny w postaci tabletek albo gumy do żucia[1].
- Prometazyna (Diphergan) – sprzedawany na receptę[2].
- Środki pochodzenia roślinnego, zawierające sproszkowane kłącze imbiru (Zingiberis rhizoma) (np. Lokomotiv, Lokomarin, Motomarin, Amarin) – dostępne w postaci tabletek, pastylek do ssania lub syropu[3]. Nie wykazano jednak jednoznacznego działania przeciwwymiotnego tej substancji w badaniach przeglądowych[4].